# Nestsøre Hellstugutinden
De Nestsøre Hellstugutinden is een berg behorende bij de gemeente Lom in de provincie Oppland in Noorwegen. De berg, gelegen in Nationaal park Jotunheimen, heeft een hoogte van 2255 meter en maakt onderdeel uit van de bergrug Hellstugutindane.
De Nestsøre Hellstugutinden is onderdeel van het gebergte Jotunheimen.